# 諾沃格羅傑茨
諾沃格羅傑茨 ( 波蘭語： Nowogrodziec) 是波蘭的城鎮，位於該國西部，距離首府弗罗茨瓦夫116公里，由下西里西亞省負責管轄，面積16.17平方公里，是該地區的商業和工業中心，2008年人口4,027。
51°12′N 15°24′E / 51.200°N 15.400°E